# کاپالابهاتی
کاپالابهاتی یا کاپالبهاتی (سانسکریت: कपालभाति، آوانگاری: kapālabhāti، «پاکسازی جمجمه») شات کارمای مهمی است که در هاتا یوگا پاکسازی می‌شود.  کلمه kapalabhati از دو کلمه سانسکریت تشکیل شده است: kapala به معنی «جمجمه» و bhāti به معنای «درخشنده، روشن کننده». این عمدتا برای تمیز کردن سینوس‌ها در نظر گرفته شده است، اما به گفته گراند سامهیتا دارای اثرات درمانی جادویی است. سه شکل کاپالاباتی وجود دارد:
- واتاکراما، تمرینی شبیه به تکنیک پرانایامای بهاستریکا یا «نفس آتش»، با این تفاوت که بازدم فعال است در حالی که دم غیرفعال است، برخلاف تنفس طبیعی. [۲]
- Vyutkrama، عملی شبیه به پاکسازی نتی، شامل استشمام آب از طریق سوراخ‌های بینی و جریان دادن آن به داخل دهان و سپس تف کردن آن است.
- Sheetkrama، در اصل معکوس Vyutkrama، که در آن آب از طریق دهان گرفته شده و از طریق بینی خارج می شود.